# Le Tour 2Lor
Tournées par Lorie
Live Tour 2006
(2006) Des Choses à se dire
(2019)
Le Tour 2Lor est la quatrième tournée de la chanteuse française Lorie, pour promouvoir son album studio 2lor en moi ?. Cette tournée a rassemblé 100 000 spectateurs sur 30 concerts.

## Informations
- La chanteuse a rassemblé sur cette tournée 100 000 spectateurs.
- La tournée a débuté le 3 octobre et fini le 16 décembre 2008.
- Elle s'est étalée sur une trentaine de dates réparties dans toute la France, en Belgique et en Suisse.
- 4 dates ont été annulées pour éviter d'avoir plusieurs concerts dans la même région[1].
- Une opération "1 place achetée, 1 place reçue" a été mise en place en Belgique et à Lille[1].

## Titres du concert
1. I Want You Right Now
2. Près de moi
3. Avance encore
4. Je vais vite
5. Le bonheur à tout prix
6. L'accalmie
7. 1 garçon
8. Peur de l'amour
9. C'est plus fort que moi
10. Pas un ange
11. Fever (reprise de Peggy Lee)
12. Freed From Desire (reprise de Gala)
13. MEDLEY :
  1. Rester la même
  2. J'ai besoin d'amour
  3. À 20 ans
  4. Je serai (ta meilleure amie)
14. Play
15. L'amour autrement
16. MEDLEY :
  1. Sur un air latino
  2. Conga (reprise de Gloria Estefan)
  3. Ensorcelée
  4. Sur un air latino
  5. Cuba (reprise des Gibson Brothers)
  6. Let's Get Loud (reprise de Jennifer Lopez)
  7. Sur un air latino (acoustique)
17. La reine
18. On ne grandit vraiment jamais

## Liste des concerts
| Le Tour 2Lor · (Villes d'accueil) Rouen Caen Orléans Le Mans Nantes Beauvais Paris Lille Liège Bruxelles Charleroi Genève Dijon Lyon Strasbourg Amnéville Bordeaux Pau Toulouse Montpellier Grenoble Aurillac Roanne Clermont-Ferrand Saint-Étienne Marseille |